# Vénus Beauté (Institut)
 (mai 2019).
Si vous disposez d'ouvrages ou d'articles de référence ou si vous connaissez des sites web de qualité traitant du thème abordé ici, merci de compléter l'article en donnant les références utiles à sa vérifiabilité et en les liant à la section « Notes et références ».
Pour plus de détails, voir Fiche technique et Distribution.
Vénus Beauté (Institut) est un film français sorti en 1999, réalisé par Tonie Marshall. Il a remporté quatre César du cinéma.

## Synopsis
Angèle est esthéticienne, aux côtés de Marie et Sam, à Vénus Beauté, un salon de beauté de quartier dirigé par Nadine où clientes et clients confient leurs malheurs entre deux soins. Quand Angèle a terminé sa journée, elle drague des hommes avec lesquels elle tente d'établir un rapport minimal fait de sexe et de camaraderie. Elle échoue la plupart du temps. Elle ne croit plus à l'amour et elle a ses raisons. Un matin, dans une gare, Antoine la croise, l'aime d'un coup, puis le lui dit d'un trait.

## Fiche technique
- Titre : Vénus Beauté (Institut)
- Réalisation : Tonie Marshall
- Scénario : Tonie Marshall, avec la collaboration de Jacques Audiard et Marion Vernoux
- Photographie : Gérard de Battista
- Musique : Khalil Chahine
- Production : Gilles Sandoz
- Sociétés de production : Agat Films & Cie, Tabo Tabo Films, Arte France Cinéma
- Format : 35 mm. Ratio : 1.85:1
- Lieu du tournage : 116 rue de Patay, Paris 13e (aujourd'hui à cet endroit se trouve une banque)
- Budget : 2 850 000 €[1]
- Box office : 1 327 798 entrées[1]
- Genre : drame
- Durée : 105 minutes
- Dates de sortie : France : 3 février 1999

## Distribution
- Nathalie Baye : Angèle Piana
- Bulle Ogier : Mme Nadine, la patronne
- Samuel Le Bihan : Antoine DuMont
- Jacques Bonnaffé : Jacques
- Mathilde Seigner : Samantha
- Audrey Tautou : Marie
- Robert Hossein : L'aviateur
- Marie Rivière : La cliente aux bottines fourrées
- Édith Scob : La cliente aux taches sur les mains
- Hélène Fillières : La fiancée d'Antoine
- Brigitte Roüan : Mme Marianne
- Claire Nebout : La cliente impudique
- Micheline Presle : Tante Maryse
- Emmanuelle Riva : Tante Lyda
- Elli Medeiros : Mlle Évelyne
- Claire Denis : La cliente asthmatique
- Liliane Rovère : La cliente épilation
- Gilbert Melki : L'amant de la gare
- Patrick Pineau : Un homme du self
- Philippe Harel : Un homme du self
- Frédéric Andréi : Le client « finitions »
- Sophie Grimaldi : La cliente de Marie (Mme Langevin)
- Chantal Bronner : La cliente d'Angèle (Éliane)
- Catherine Hosmalin : La cliente au fond de teint
- Florence Derive : Zizou
- Joël Brisse : L'ami de Poitiers
- Martine Audrain : La voisine d'Angèle
- Laurence Mercier : Mme Schmidt
- Eric Petitjean : Le déménageur 1
- Rinaldo Rocco : Le déménageur 2
- Michel Gauthier : Le serveur 1
- Medhi De Lu : Le serveur 2
- Romain Goupil : Le médecin (Dr. Fremond)
- Carole Deroo : Mme Pommerand
- Charles-Roger Bour : Pierre
- Nicolas Bomsel : Le passant qui demande l'heure
- Michel Vandestien : Le patron de l'entrepôt
- Olivier Pace : L'ouvrier de l'entrepôt
- Arnaud Dautzenberg : Cabinet maker
- Vanda Benes : La serveuse
- Alain Peyrollaz : L'homme du quai
- Cyril Arvenzag : Fils de la patronne
- Cédric Bruzac : Fils de la patronne

## Distinctions

### Récompenses
- César 2000 :
  - César du meilleur film
  - César du meilleur réalisateur - Tonie Marshall
  - César du meilleur espoir féminin - Audrey Tautou
  - César du meilleur scénario original ou adaptation - Tonie Marshall

### Nominations
- César 2000 :
  - César de la meilleure actrice - Nathalie Baye
  - César de la meilleure actrice dans un second rôle - Bulle Ogier
  - César de la meilleure actrice dans un second rôle - Mathilde Seigner

## Accueil du film
Bénéficiant de critiques élogieuses et d'un bouche à oreille de la part des spectateurs, Vénus Beauté (Institut) s'impose comme le succès surprise de l'année cinématographique 1999 avec près de 1,4 million d'entrées. Le film est le grand gagnant de la 25e cérémonie des Césars en 2000, détrônant ainsi les deux favoris de la soirée : Jeanne d'Arc de Luc Besson et La Fille sur le pont de Patrice Leconte. Tonie Marshall est la première femme à être récompensée par le César de la meilleure réalisation ; elle sera rejointe par Justine Triet pour Anatomie d'une chute en 2024.

## Citation filmique et réminiscences
Le film contient un clin d'œil explicite au film Belle de jour : lorsque Marie se retrouve chez l'aviateur, elle ouvre une petite boîte qui émet un son étrange, sans que le spectateur ne puisse savoir ce qui s'y trouve. Trente ans auparavant, c'est Catherine Deneuve qui ouvrait la même petite boîte appartenant au mystérieux client chinois. Dans des atmosphères certes bien différentes, les deux films mettent au premier plan des personnages féminins, ainsi que les mystères du désir, son caractère imprévisible, et irrésistible, ce que cachent les "petites boîtes" de l'inconscient, et la dissociation, parfois, des besoins du corps, des pulsions, et des sentiments du cœur.
Par ailleurs Micheline Presle, qui joue le rôle de Tante Maryse, n'est autre que la mère de Tonie Marshall.

## Série dérivée
À partir du 3 octobre 2005, la chaîne Arte  diffuse  une série télévisée de 25 épisodes, qui fait suite au film. Vénus et Apollon est réalisée par Tonie Marshall, et a pour actrices principales Brigitte Roüan, Mélanie Bernier, Maria de Medeiros et Maeva Pasquali. 
Ingrid, la patronne du salon de beauté, veut conquérir une nouvelle clientèle masculine et commence par rebaptiser son salon.